# Entitats de població d'Alcoi

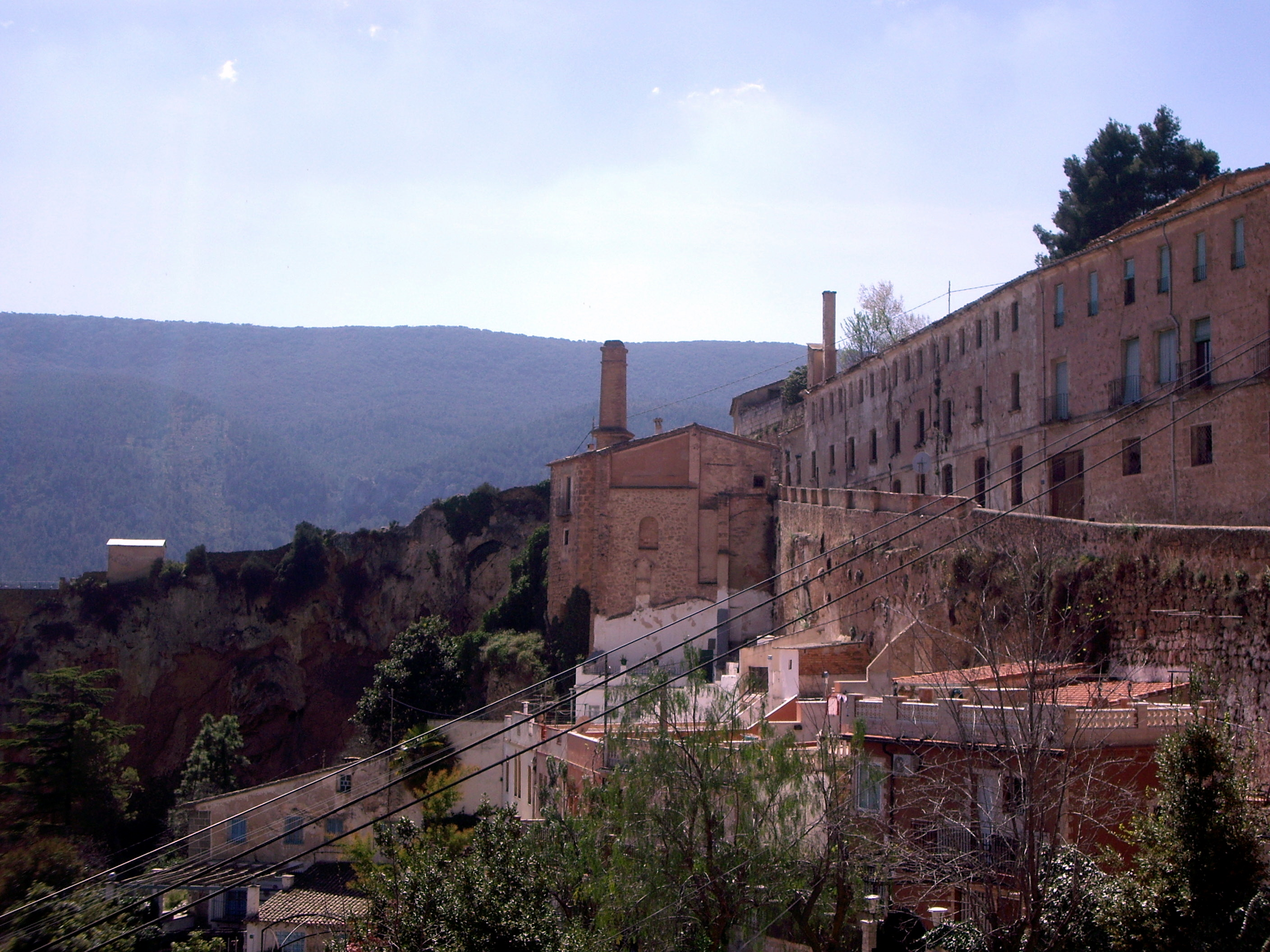
Fàbriques i molins del a les cases del Salt. Alcoi

La població d’Alcoi està composta pel seu nucli principal, amb els barris de Batoi, Centre, el Viaducte, l’Eixample, Santa Rosa, la Zona Alta i la Zona Nord, i per les següents entitats de població: Baradello-Sergent, Cases del Salt, l’Estepar, Font Roja, Monte-sol i Sol i Camp.

## Entitats de població
- Baradello-Sergent. Està composta per dos urbanitzacions. El Baradello Gelat, a la partida de Barxell, al costat de la carretera de Banyeres (CV-795), a uns 5 km a l’oest de la ciutat i accés des del paratge de la Font dels Patos i la urbanització El Sergent, al voltant del mas homònim, a Mariola, amb accés des de la carretera de Bocairent (CV-794).

|                   | Població 2007 | Homes | Dones |  |
| ----------------- | ------------- | ----- | ----- |  |
| Baradello-Sergent | 509           | 263   | 246   |  |

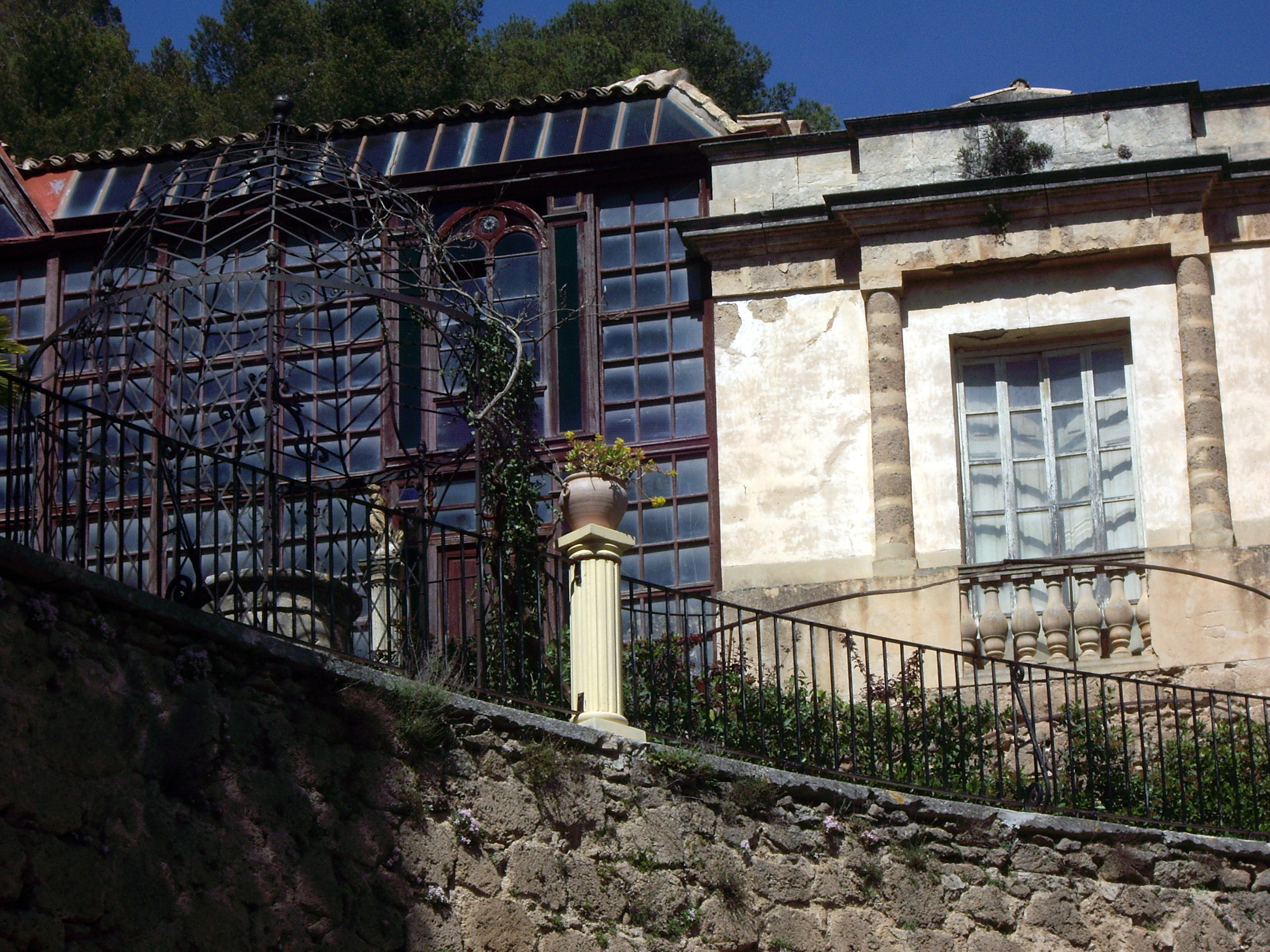
Hivernacle del jardí de Brutinel. Cases del Salt.

- Cases del Salt. Situades en el paratge del Salt del riu Riquer a la partida del Salt. Està conformada per un llogaret rural i diversos molins i fàbriques del segle xix, així com la casa i els jardins de Brutinel, la cava de Cortés, el jaciment mosterià del Salt i Vila Vicenta, la casa d’estiueig de l’escriptor Juan Gil Albert, entre els parcs naturals de Mariola i de la Font Roja a menys d’un quilòmetre de la ciutat. Antigament era travessat per la CV-795 però en l’actualitat se salva gràcies a un túnel.

|                | Població 2007 | Homes | Dones |  |
| -------------- | ------------- | ----- | ----- |  |
| Cases del Salt | 6             | 3     | 3     |  |

- L’Estepar. Es tracta d’una urbanització situada a la Canal Baixa, a la serra dels Plans a 8 km al sud d’Alcoi. El seu accés es realitza des de la carretera N-340 direcció Alacant.

|           | Població 2007 | Homes | Dones |  |
| --------- | ------------- | ----- | ----- |  |
| L’Estepar | 122           | 65    | 57    |  |

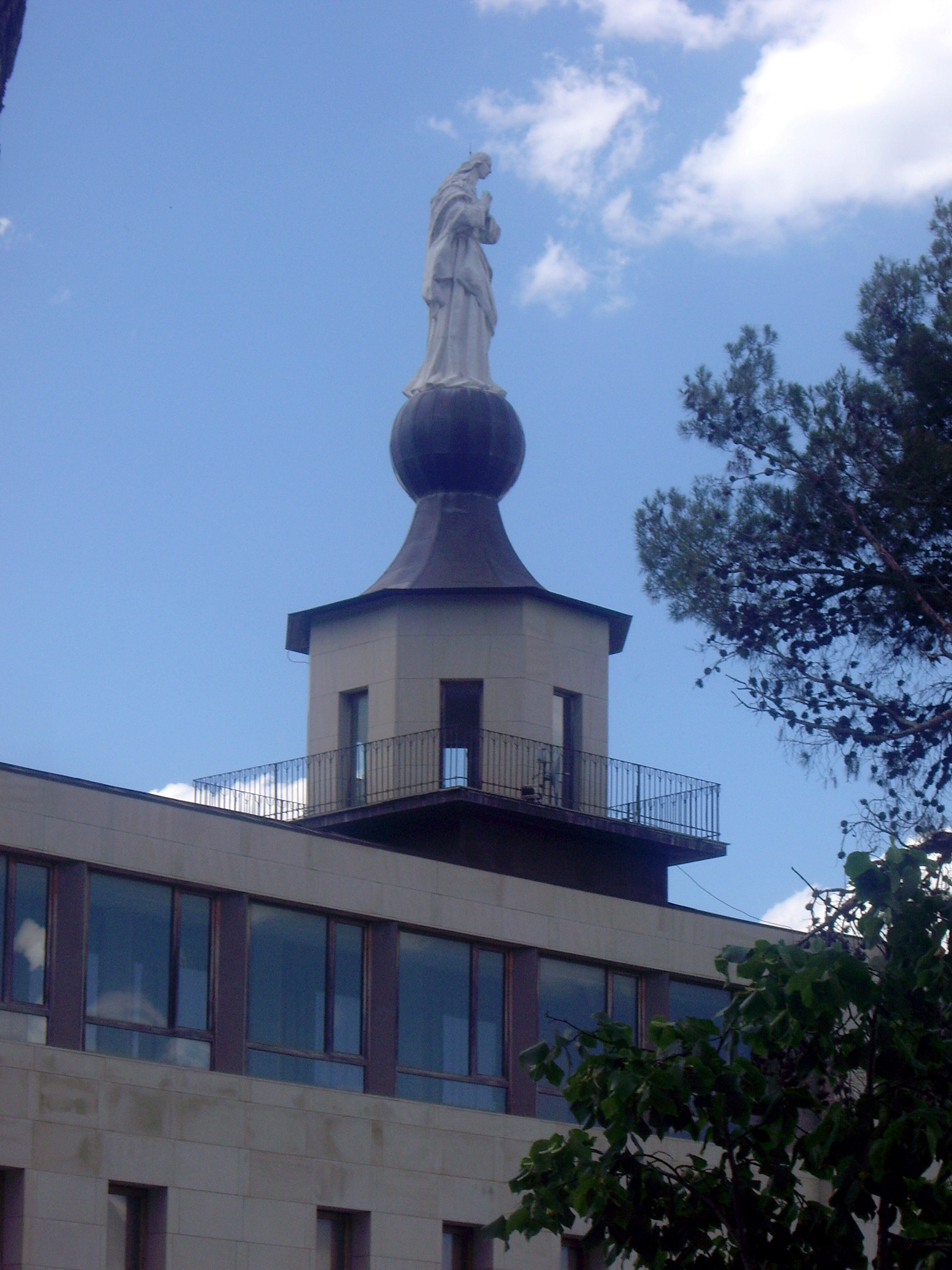
Imatge de la Mare de Déu dels Lliris. Obra de Peresejo.

- Font Roja. La Font Roja al carrascal de la Font Roja en l’actualitat està habitada tan sols per una persona. L’entitat està formada per l’ermita de la Font Roja, l’antic hotel així com per l’antiga colònia de xalets municipals de lloguer. Actualment, les pretensions del govern municipal de construir un hotel de luxe en l’interior del parc natural incomplint tota normativa vigent, així com l’enderroc dels antics xalets són motiu d’una forta disputa municipal.[2][3][4]

|           | Població 2007 | Homes | Dones |  |
| --------- | ------------- | ----- | ----- |  |
| Font Roja | 1             | 1     | 0     |  |

- Montesol. A 10 km a l’oest de la població a la partida de Polop Baix. La urbanització es va formar utilitzant els terrenys del Mas del Batle a la carretera de Banyeres.

|          | Població 2007 | Homes | Dones |  |
| -------- | ------------- | ----- | ----- |  |
| Montesol | 118           | 63    | 55    |  |

- Sol i Camp. Es tracta d’una urbanització de xalets situada a la rodalia de la Zona Nord que delimita amb el polígon dels Realets i l’estació del Nord de RENFE.

|            | Població 2007 | Homes | Dones |  |
| ---------- | ------------- | ----- | ----- |  |
| Sol i Camp | 125           | 67    | 58    |  |

- Font estadística: INE - Nomenclàtor de Nuclis de Població 2007 (Revisió del Padró a 1-1-07) Diputació d’Alacant

## Altres urbanitzacions
- Serelles. L’actuació es dividix en tres sectors, dels quals només el sector 1 compta amb l’aprovació definitiva de la Conselleria de Territori i habitatge. La Colla Ecologista La Carrasca-Ecologistes en Acció ha presentat un recurs contenciós administratiu contra el Sector S-1 Solana, ja que incomplixen les condicions de la declaració d’impacte ambiental.[5]
- El Xorrador. Tocant al camí del Barranc del Cint i el Preventori, a les partides de l’Horta Major i les Llometes, al barri de Santa Rosa.